# Euphorbia mayurnathanii
Euphorbia mayurnathanii es una especie fanerógama perteneciente a la familia de las euforbiáceas. Es endémica de India.

## Hábitat
La especie fue descrita en 1940 de tres antiguos especímenes que crecen en un saliente rocoso sobre el espolón oriental de una colina en Pallasana situado en el Palghat Brecha. La vegetación es de bosque monzón y las plantas suculentas están ausentes, aparte de esta misma especie.  Se ha postulado que el clima en el pasado fue más seco y este pequeño remanente de una comunidad previamente xerofítica sobrevivido debido a su posición expuesta. Búsquedas exhaustivas no han podido localizar cualquier especímenes silvestres que vivan hoy en día.
La especie se ha cultivado con éxito.

## Taxonomía
Euphorbia mayurnathanii fue descrita por León Croizat y publicado en  Hooker's Icones Plantarum 35: t.3404. 1940.
Etimología
Euphorbia: nombre genérico que deriva del médico griego del rey Juba II de Mauritania (52 a 50 a. C. - 23), Euphorbus, en su honor – o en alusión a su gran vientre –  ya que usaba médicamente Euphorbia resinifera. En 1753 Carlos Linneo asignó el nombre a todo el género.
mayurnathanii: epíteto otorgado en honor del botánico hindú Pallassana Vaithipattar Mayurnathan (1893 - 1939) quien recolectó la planta en Madrás